# Jean Roger-Ducasse
Jean Jules Aimable Roger-Ducasse (18 de Abril de 1873 - 19 de Julho de 1954) foi um compositor francês.

## Biografia
Juan Roger-Ducasse estudou no Conservatório de Paris com Emile Pessard e André Gedalge e fou o aluno e amigo pessoal de Gabriel Fauré. Ele sucedeu Farué como professor de composição e em 1935 ele sucedeu Paul Dukas como professor de orquestração. Seu estilo pessoal foi firmemente feito na escola francesa de orquestração.

## Composições
- Au Jardin de Marguerite, 1901-1905 Based on an episode in Goethe's Faust
- Sarabande, 1907 Symphonic poem with chorus.
- Suite française, Concerts Calonne, Paris, 1907
- Marche française, 1914
- Nocturne de printemps, 1920
- Nocturne d’hiver, 1921
- Epithalame for orchestra, 1923
- Orphée mimodrame lyrique
- Cantegril
- Petite Suite
- Variations sur un thème grave
- Ulysse et les sirènes , 1937